# Frédérik Deburghgraeve
Frédérik Deburghgraeve (ur. 1 czerwca 1973 w Roeselare) – belgijski pływak, specjalizujący się w stylu klasycznym.
Deburghgraeve zdominował w 2 połowie lat 90. dystans 100 metrów stylem klasycznym, zdobywając na nim tytuły mistrza olimpijskiego w 1996 roku, mistrza świata 1998 oraz mistrza Europy 1995. Obok tych tytułów wywalczył brązowe medale w Mistrzostwach Świata 1994 (100 metrów) oraz Mistrzostwach Europy 1995 (200 metrów stylem klasycznym).
Po zakończeniu kariery pływackiej Deburghgraeve pracuje jako sprzedawca obuwia.